# Sphenoraia nigra
Sphenoraia nigra is een keversoort uit de familie bladkevers (Chrysomelidae). De wetenschappelijke naam van de soort werd in 2000 gepubliceerd door Wang, Li & Yang.